# Tephritis ovatipennis
Tephritis ovatipennis
 es una especie de insecto díptero que Foote describió científicamente por primera vez en el año 1960.
Esta especie pertenece al género Tephritis de la familia Tephritidae. Se encuentra desde la Columbia Británica hasta California.